# Winter Music Conference
Winter Music Conference (WMC) è una kermesse che si svolge ogni anno a Miami durante i 10 giorni successivi all'ultima domenica di marzo. È considerato a tutti gli effetti, il più grande punto d'incontro mondiale dell'industria della musica dance elettronica. La manifestazione prevede workshop, conferenze per addetti ai lavori ma soprattutto l'organizzazione di tanti eventi da parte dei promoter più importanti, locali (spesso non solo del luogo, come il Crobar di New York) e case discografiche (famosissimo il party Defected). Per 10 giorni Miami si trasforma in una enorme discoteca frequentata da milioni di clubbers provenienti da ogni parte del mondo.